# Wenedyk
Wenedyk – język sztuczny typu naturalistycznego, stworzony przez holenderskiego tłumacza i lingwistę Jana van Steenbergena. Celem jego powstania było pokazanie, jak mógłby wyglądać język polski będąc językiem romańskim, a nie słowiańskim (lub gdyby język włoski wyglądał i brzmiał jak po polsku). Wenedyk przeszedł przez te same zmiany z łaciny ludowej co polski z prasłowiańskiego; wskutek tego słownictwo i morfologia są przeważnie romańskie, natomiast fonologia, ortografia i składnia polskie.
Wenedyk odgrywa rolę w historii alternatywnej Ill Bethisad, w której jest jednym z języków Rzeczypospolitej Dwóch Koron. Jest to alternatywa Polski, której nie spotkały rozbiory za czasów Rzeczypospolitej Obojga Narodów, i dwa narody dalej istnieją jako jeden kraj.

## Przykład (Ojcze nasz)
Potrze nostry, ki jesz en czałór, sąciewkaty si twej numię. 

 Owień twej rzeń. 

 Foca si twa włątać, komód en czału szyk i sur cierze. 

 Da nów odzej nostry pań kocidzany. 

 I dziemieć nów nostrze dziewta, komód i nu dziemiećmy swór dziewtorzór. 

 I nie endycz nosz en ciętaceń, uta liwra nosz dzie mału. Amen. 